# Winifred Brenchley

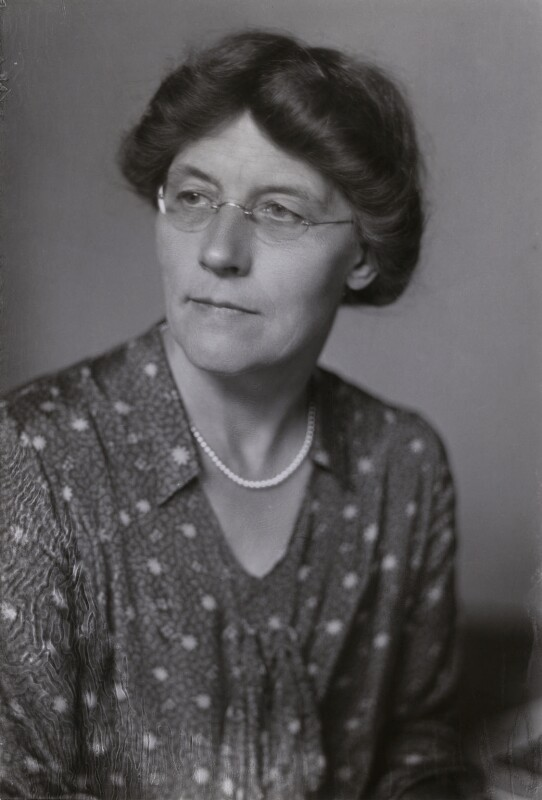
Winifred Elsie Brenchley

Winifred Elsie Brenchley OBE (* 10. August 1883 in London, Vereinigtes Königreich; †  27. Oktober 1953 in Harpenden, Vereinigtes Königreich) war eine britische Botanikerin und Agrarwissenschaftlerin. Sie war eine der ersten Wissenschaftlerinnen, die an einer landwirtschaftlichen Einrichtung in Großbritannien angestellt waren.

## Leben und Werk
Brenchley war das einzige Kind von William Brenchley, einem Schulmeister aus Camberwell, und Elizabeth Beckett. In ihrer Kindheit erkrankte sie an Masern und wurde auf einem Ohr fast taub. Sie besuchte die James Allen's Girls' School in Dulwich (London), wo eine ihrer Lehrerinnen die Botanikerin Lilian Clarke war. Anschließend studierte sie zwei Jahre lang am Swanley Horticultural College und schloss ihr Studium 1903 ab. Ab 1903 nahm das College nur noch Studentinnen auf, um unverheirateten Frauen geeignete Berufe zu bieten. In den britischen Kolonien gab es eine wachsende Nachfrage nach Gartenbauern und Landwirten und man war der Meinung, dass Frauen für diese Rolle geeignet waren.
Brenchley gewann die Silbermedaille der Royal Horticultural Society und studierte dann Botanik bei Francis Wall Oliver am University College London. 1905 erwarb sie dort ihren Bachelor of Science-Abschluss. Aufgrund ihrer Leistung wurde ihr ein 12-monatiges Gilchrist-Forschungsstipendium verliehen, womit sie an der  Rothamsted Experimental Station in Harpenden forschte.
Im folgenden Jahr wurde sie dort als Leiterin der botanischen Abteilung fest angestellt. Sie war die erste Frau, die in den 60 Jahren des Bestehens der Laboratorien arbeitete. 1911 promovierte sie und wurde 1914 zum Fellow des University College ernannt.

## Forschung

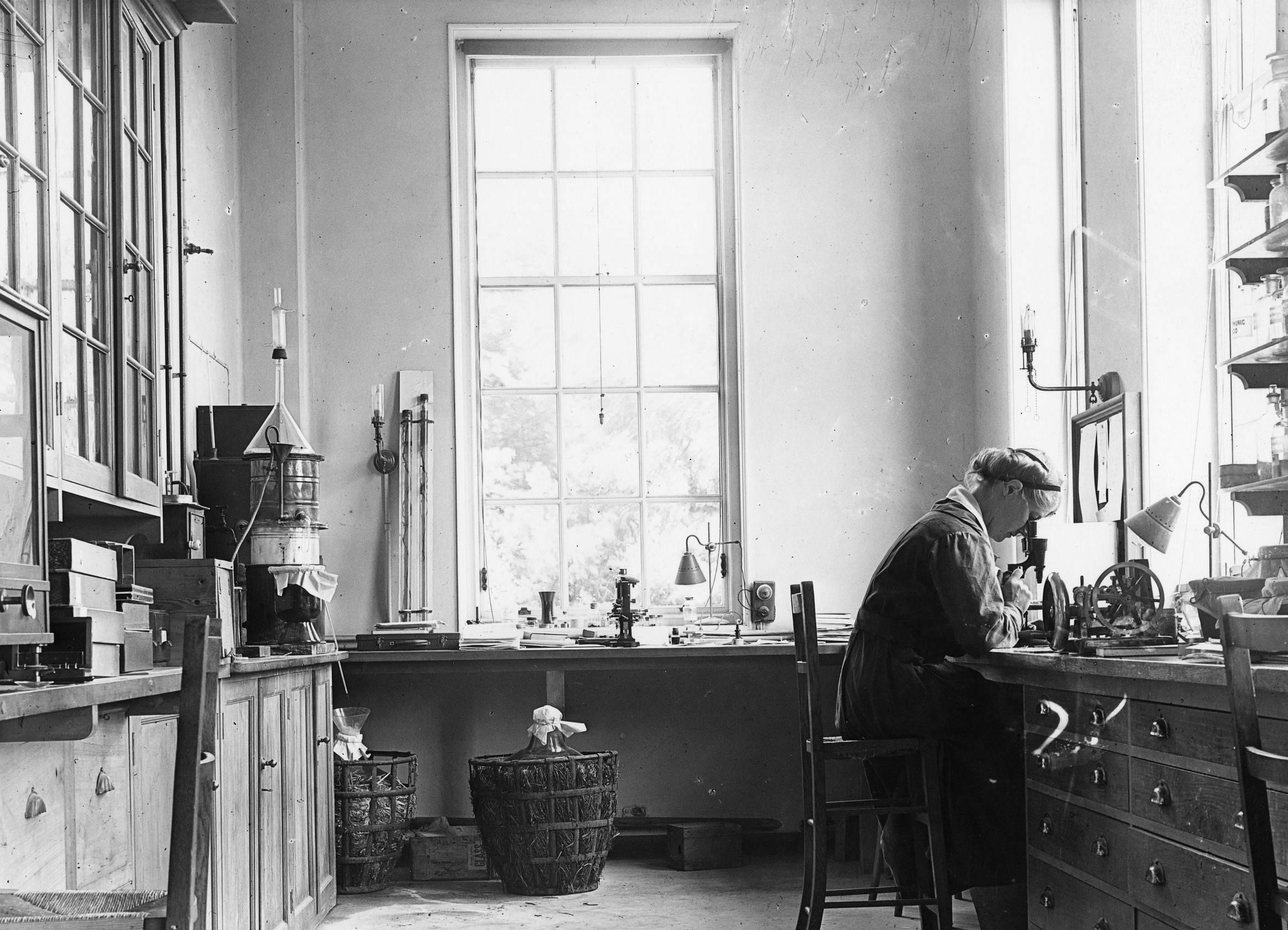
Winifred Brenchley in ihrem Labor an der Rothamsted Experimental Station

Brenchley verbesserte die Technik des Pflanzenanbaus in Wasserkulturen und ein weiteres Forschungsgebiet war die Ökologie von Unkraut. In ihrem Buch Weeds of Farmland legte sie 1920 die erste umfassende wissenschaftliche Studie über Unkraut in Großbritannien vor. Sie zeigte, dass die Samen bestimmter Ackerunkräuter im Boden über 50 Jahre lang lebensfähig bleiben können. Ihre Studien über die Veränderungsraten von Unkrautsamenpopulationen machen sie zu Großbritanniens erster quantitativer Unkrautökologin. Die letzte Ausgabe ihres gemeinsam mit H. C. Long veröffentlichten Buches Suppression of Weeds by Fertilizers and Chemicals erschien 1949, als die Bauern die neuen selektiven organischen Unkrautvernichtungsmittel wie Natriumarsenit einsetzten.
Ein weiteres Buch Manuring of Grass Land for Hay enthält ihre veröffentlichte Arbeit darüber, wie sich Kalk und Düngemittel auf die botanische Zusammensetzung von Grasland auswirken.
Nach ihrer Pensionierung 1948 begann sie ihre unveröffentlichten Beobachtungen in ihren Forschungsnotizbüchern zusammenzutragen. Nach einem Schlaganfall starb sie 1953 in ihrem Haus in Harpenden. Sie wurde eingeäschert und ihre Asche auf dem Grab ihres Vaters und ihrer Mutter auf dem Camberwell New Cemetery verstreut.
Eine gebundene Kopie ihrer gesammelten 52 Schriften befindet sich in der Rothamsted Library. Ihre geführten Notizbücher und ein Foto von ihr bei der Arbeit befinden sich in den Rothamsted-Archiven.
Ethel Mary Salisbury (1883–1980), die Schwester von Sir Edward Salisbury, dem Direktor von Kew, arbeitete ehrenamtlich als Illustratorin für viele von Winifred Brenchleys veröffentlichten Arbeiten. Einige ihrer Zeichnungen sind in den Rothamsted Archives aufbewahrt.

## Auszeichnungen (Auswahl)
- 1910: Linnean Society of London
- 1920: Fellow der Royal Entomological Society of London
- 1948: Officer of the Order of the British Empire

## Veröffentlichungen (Auswahl)
- Weeds Of Farm Land. Kessinger Publishing, 2010, ISBN 978-1-163-77569-1.
- Inorganic Plant Poisons and Stimulants. Cambridge University Press; Reprint Edition, 2015, ISBN 978-1-107-50239-0.